# Bob Ferguson (Golfspieler)
Robert Bob Ferguson (* 1848 in Musselburgh; † 19. Mai 1915) war ein schottischer Profigolfer, der von Mitte der 1860er bis in die 1880er Jahre zu den besten Spielern gehörte. Er erreichte 1880, 1881 und 1882 einen Hattrick von drei aufeinanderfolgenden Titeln bei der Open Championship. Zusätzlich zu seinen drei Siegen bei der Offenen Meisterschaft erreichte er sieben Mal eine Top-10-Platzierung.

## Golfkarriere
Ferguson war eigentlich ein Greenkeeper des Royal Musselburgh Golf Clubs und spielte dort als freiberuflicher Profi bis seine Karriere durch eine Typhuserkrankung beendet wurde. Bereits im Alter von 8 Jahren hatte er sich dort als Caddie betätigt. Die Golfwelt wurde zum ersten Mal auf Ferguson aufmerksam, als dieser im Alter von 18 Jahren die Elite der schottischen Profis bei einem Turnier in Leith mit geliehenen Schlägern besiegen konnte. Er soll anschließend von einem der begeisterten Zuschauer ein eigenes Set von 8 Golfschlägern bekommen haben, das er für den Rest seiner Wettkampfkarriere verwendete. Dieser Zuschauer soll Sir Charles Tennant (1823–1906) gewesen sein, der Ferguson oft bei Spielen unterstützte.
Dieses Turnier fand am 17. Mai 1867 statt und es konnten alle professionellen Golfspieler in Schottland daran teilnehmen. Es gelang Ferguson sowohl den alten Tom Morris als auch dessen Sohn Tom Morris, sowie Jamie Anderson, Andrew Strath, David und Willie Park in einem Feld von insgesamt 22 Spielern zu besiegen.
Neben seinen drei Open Championship-Titeln war Ferguson vor allem für sein Putting bekannt, nicht nur auf dem Grün, sondern auch außerhalb. Er spezialisierte sich auf „Run-up“-Schläge mit seinem Putter – das so genannte „Musselburgh-Eisen“ – von weit außerhalb des Grüns. Er ist einer von nur vier Männern (Jamie Anderson, Tom Morris jr. und Peter Thomson), die drei Jahre in Folge die Open gewonnen haben. Das Preisgeld für seinen ersten Sieg betrug 7 £.
| Jahr | Austragungsort         | Sieger        | Zweitplatzierter | Punktzahl |
| ---- | ---------------------- | ------------- | ---------------- | --------- |
| 1880 | Musselburgh            | Bob Ferguson  | Peter Paxton     | 162       |
| 1881 | Prestwick, Golf Club   | Bob Ferguson  | Jamie Anderson   | 170       |
| 1882 | St Andrews, Old Course | Bob Ferguson  | Willie Fernie    | 171       |
| 1883 | Musselburgh            | Willie Fernie | Bob Ferguson     | 158       |